# Sherburn-in-Elmet
Sherburn-in-Elmet is een plaats (town) en civil parish in het bestuurlijke gebied Selby, in het Engelse graafschap North Yorkshire met 6657 inwoners.